# 1247 Memoria
Memoria (asteroide 1247) é um asteroide da cintura principal com um diâmetro de 35,97 quilómetros, a 2,6083505 UA. Possui uma excentricidade de 0,1690674 e um período orbital de 2 031,38 dias (5,56 anos).
Memoria tem uma velocidade orbital média de 16,81096578 km/s e uma inclinação de 1,77351º.
Esse asteroide foi descoberto em 30 de agosto de 1932 por Marguerite Laugier.